# Kanadas Grand Prix 1992
Kanadas Grand Prix 1992, officiellt XXX Grand Prix Molson du Canada, var ett Formel 1-lopp som kördes 14 juni 1992 på Circuit Gilles Villeneuve i Montréal i Kanada. Loppet var det sjunde av sammanlagt sexton deltävlingar ingående i Formel 1-säsongen 1992 och kördes över 69 varv.

## Resultat
1. Gerhard Berger, McLaren-Honda, 10 poäng
2. Michael Schumacher, Benetton-Ford, 6
3. Jean Alesi, Ferrari, 4
4. Karl Wendlinger, March-Ilmor, 3
5. Andrea de Cesaris, Tyrrell-Ilmor, 2
6. Erik Comas, Ligier-Renault, 1
7. Michele Alboreto, Footwork-Mugen Honda
8. Pierluigi Martini, BMS Scuderia Italia (Dallara-Ferrari)
9. JJ Lehto, BMS Scuderia Italia (Dallara-Ferrari)
10. Thierry Boutsen, Ligier-Renault
11. Gianni Morbidelli, Minardi-Lamborghini
12. Olivier Grouillard, Tyrrell-Ilmor
13. Christian Fittipaldi, Minardi-Lamborghini
14. Paul Belmondo, March-Ilmor

### Förare som bröt loppet
- Ukyo Katayama, Larrousse-Lamborghini (varv 61, motor)
- Martin Brundle, Benetton-Ford (45, transmission))
- Riccardo Patrese, Williams-Renault (43, växellåda)
- Ayrton Senna, McLaren-Honda (37, elsystem)
- Stefano Modena, Jordan-Yamaha (36, transmission)
- Mika Häkkinen, Lotus-Ford (35, växellåda)
- Johnny Herbert, Lotus-Ford (34, koppling)
- Ivan Capelli, Ferrari (18, snurrade av)
- Nigel Mansell, Williams-Renault (14, snurrade av)
- Mauricio Gugelmin, Jordan-Yamaha (14, transmission)
- Gabriele Tarquini, Fondmetal-Ford (0, transmission)

### Förare som diskvalificerades
- Bertrand Gachot, Larrousse-Lamborghini (varv 14)

### Förare som ej kvalificerade sig
- Aguri Suzuki, Footwork-Mugen Honda
- Eric van de Poele, Brabham-Judd
- Andrea Chiesa, Fondmetal-Ford
- Damon Hill, Brabham-Judd

### Förare som ej förkvalificerade sig
- Roberto Moreno, Andrea Moda-Judd

## VM-ställning
| Förarmästerskapet 1. Nigel Mansell, Williams-Renault, 56 2. Riccardo Patrese, Williams-Renault, 28 3. Michael Schumacher, Benetton-Ford, 26 | Konstruktörsmästerskapet 1. Williams-Renault, 84 2. McLaren-Honda, 36 3. Benetton-Ford, 31 |